# 木本全優
木本 全優（きもと まさゆう、1987年12月 - ）は、日本のバレエダンサー。ウィーン国立バレエ団ソリスト。ヨーロッパ各地やアジア、日本での公演も多く世界中で活躍している。兵庫県姫路市出身。

## 経歴
1987年（昭和62年）12月、兵庫県姫路市出身
1991年（平成3年）、3歳から姫路市の中田バレエシアターにて中田弥生にバレエを学ぶ
2003年（平成15年）、カンヌのロゼラ・ハイタワー・バレエスクール（Ecole Superieure de Danse de Cannes-Mougins ROSELLA HIGHTOWER）に入学。橋本清香と出会う。
2004年（平成16年）パリ・コンセルヴァトワール編入
2005年（平成17年）第33回ローザンヌ国際バレエコンクールの決勝進出（ファイナリスト）
2006年（平成18年）パリ国立音楽院（コンセルヴァトゥール）卒業
2006年（平成18年）ドイツ・ドレスデン歌劇場バレエ団へ入団。芸術監督アーロン・S・ワトキン。
2008年（平成20年）橋本清香とウィーン国立バレエ団へ移籍
2011年（平成23年）ウィーン国立バレエ団のデミ・ソリストに昇格
2012年（平成24年）同バレエ団の橋本清香と結婚
2013年（平成25年）4月7日、ウィーン国立バレエ団のソリストに昇格
2017年（平成29年）、ウィーン国立バレエ団の第1ソリストに昇格。

## レパートリー
- ルドルフ・ヌレエフ版『ドン・キホーテ』のバジル役
- ルドルフ・ヌレエフ版『白鳥の湖』の王子の友人
- ルドルフ・ヌレエフ版『くるみ割り人形』のパストラル
- エレナ チェルニショヴァ『ジゼル』のペザント
- 『マイヤリング』のハンガリー将校
- ローラン・プティ『こうもり』のチャルダッシュ
- マルコ・ゲッケの『モペイ』
- ジョージ・バランシン『テーマとヴァリエーション』
- ジェローム・ロビンズ『イン・ザ・ナイト』